# Бортник, Александр Николаевич
Алекса́ндр Никола́евич Бо́ртник (укр. Олександр Миколайович Бортник; род. 18 октября 1996, Александровка, Николаевская область) — украинский шахматист, гроссмейстер (2015), шахматный стример. Имеет рейтинг в блиц и пулю на сайтах chess.com и lichess.org около 3100.

## Карьера
Играть в шахматы начал в трёхлетнем возрасте. 
В 2001 году впервые принял участие в соревнованиях. C 2002 года учился у Романа Хаецкого.
По окончании Александровской общеобразовательной школы поступил в Национальный университет кораблестроения имени адмирала Макарова.
В 2016 году занял 2-е место в мемориале Бронштейна в Минске.
В 2018 году Бортник переехал в США и с женой Евгенией открыл шахматную школу «Bortnik school of chess».
В 2019 году дошёл до финала в чемпионате по пуле на chess.com, проиграв Хикару Накамуре.
В январе 2023 года разделил 1-е место с Разваном Преоту на Charlotte Open, победив его на тай-брейке.

## Спортивные достижения
- Чемпион Европы до 14 лет, 2010[7].
- Чемпион Европы среди юношей до 16 лет (2011 год) [8]

- Чемпион мира до 18 лет, 2014[9][10].
- Победитель «Батуми Опен», 2015[11].
- 1-е место в рапид и в блице опен Банк Львов, 2016[12].
- 1-е место на мемориале Агзамова в Узбекистане (2017 год) [13]
- 1-е место в Икарос Опен [14]
- 1-е место в Кавала Опен, 2017[15].
- Серебряный (2015) и бронзовый (2012) призёр командного чемпионата Украины по шахматам в составе команды Николаевского шахматного клуба[16].

## Изменения рейтинга
| Графики недоступны из-за технических проблем. См. информацию на Фабрикаторе и на mediawiki.org. |